# Djurgården, Helsingfors stad

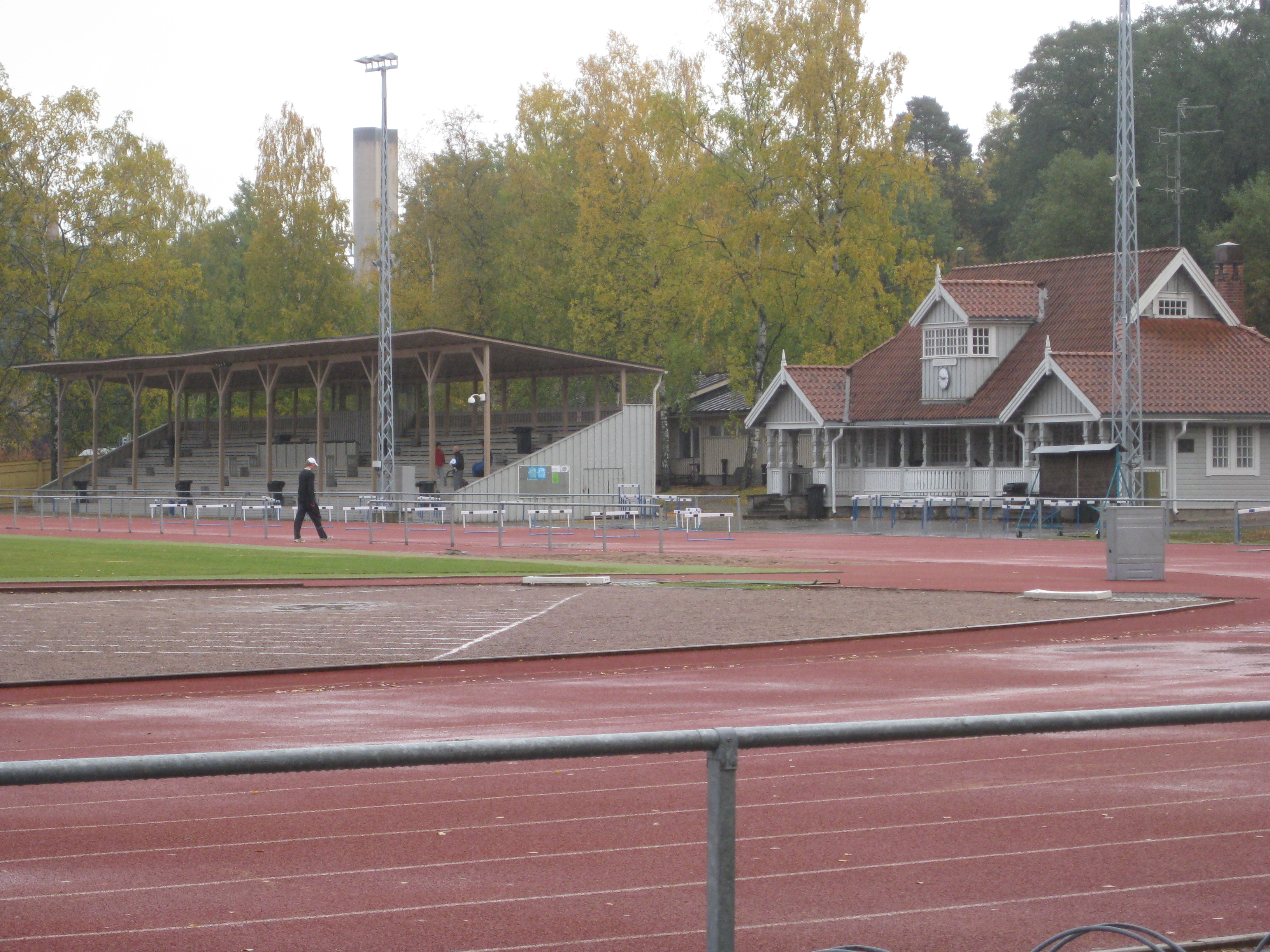
Djurgårdens idrottsplats

Djurgården (finska: Eläintarha) är en park i Bortre Tölö i Helsingfors stad.
Namnet kommer av att man planerade att grunda en djurpark där, men den anlades i stället på Högholmen. Namnet har använts sedan 1880-talet. Åren 1932–1963 kördes det kända Djurgårdsloppet i Djurgården. Loppet var det viktigaste motorsportevenemanget i Finland med som mest 82 000 åskådare. 
Djurgårdens idrottsplan hör till de mest använda i Finland. Idrottsplanen byggdes 1907–1910 och förnyades inför VM i friidrott 1983, då planen användes för uppvärmning och träning. Skejtparken Micropolis, öppnad 2006, är det nyaste tillägget i idrottsparken. 